# باشگاه فوتبال لیتون تاون
باشگاه فوتبال لیتون تاون (به انگلیسی: Leighton Town Football Club) یک باشگاه فوتبال در شهر لیتون بوزارد، کشور انگلستان است که در سال ۱۸۸۵ میلادی تأسیس شده‌است.